# Rivoluzione dei garofani
Con rivoluzione dei garofani (in portoghese Revolução dos cravos) si intendono gli eventi di rivoluzione popolare partiti dall'incruento colpo di Stato militare in Portogallo con cui nel 1974 si pose fine al regime dittatoriale noto come Estado Novo (Nuovo Stato) instaurato da António Salazar nel 1933. Il rovesciamento di regime fu attuato dalla fazione progressista delle forze armate portoghesi che deposero il primo ministro Marcello Caetano, successore di Salazar dall'infermità di quest'ultimo nel 1968, e avviarono la transizione democratica del Paese, che fu portata a compimento al termine di un biennio costellato da aspre lotte politiche.

## Contesto storico
La dittatura portoghese traeva origine dal golpe del 28 maggio 1926, che aveva decretato la fine della Prima Repubblica portoghese. Dopo la rivoluzione, nel 1933, con l'approvazione di una nuova Costituzione basata sul corporativismo e sugli ideali fascisti, António de Oliveira Salazar aveva instaurato il regime dell'Estado Novo, apertamente ispirato al regime italiano fondato da Mussolini. Di orientamento cattolico e tradizionalista, Salazar fu un uomo freddo e distaccato.
Durante il suo governo impose tasse e tagliò le spese, senza badare a costi umani. Nominato Presidente del Consiglio nel 1932, emanò una nuova Costituzione nel 1933. La nuova struttura politica prevedeva la presenza di un solo partito: l'União Nacional (Unione Nazionale), partito di ispirazione nazionalista, corporativa, anti-socialista e fascista. Fu proprio quando il dittatore arrivò al massimo del potere che in Portogallo iniziò il dissenso.
Infatti nel 1958, con le elezioni presidenziali, il generale Humberto Delgado (che inizialmente aveva sostenuto Salazar), si oppose al regime. Nel 1968 António de Oliveira Salazar si trovava nella sua residenza estiva quando cadde per la rottura della sedia a sdraio su cui era seduto e rimase invalido, venendo così costretto a lasciare il potere. Morì nel 1970 e il suo successore, Marcello Caetano, venne acclamato con la speranza per una nuova libertà.
Durante la seconda guerra mondiale il Portogallo restò uno Stato neutrale, e questo gli consentì una relativa crescita economica negli anni 1940. Nel 1949 cessò l'isolamento politico del regime, che diventò membro fondatore della NATO, tollerato dagli altri Stati membri per via delle posizioni fortemente anticomuniste del suo governo.
La libertà politica era fortemente limitata, le elezioni caratterizzate da brogli e altre irregolarità e il regime manteneva uno stretto controllo sulle attività dei cittadini attraverso la polizia politica (PIDE: Polícia Internacional e de Defesa do Estado), successivamente divenuta DGS (Direcção-Geral de Segurança), che perseguitava gli oppositori, spesso arbitrariamente arrestati, torturati e uccisi.

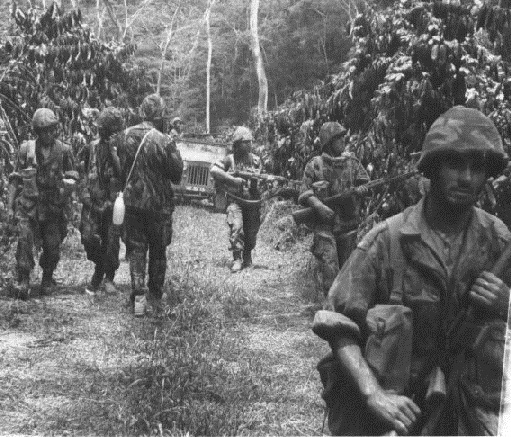
Soldati portoghesi in Angola

La resistenza del Portogallo alla decolonizzazione provocò l'insorgere di un lungo e improduttivo conflitto tra le forze coloniali portoghesi e i movimenti indipendentisti in Angola, Mozambico, Guinea-Bissau, Capo Verde; la situazione internazionale era sfavorevole al regime, in quanto entrambe le superpotenze della guerra fredda, Stati Uniti e Unione Sovietica, finanziavano i movimenti di liberazione nazionale per cercare di attrarre i paesi di nuova indipendenza nelle rispettive sfere di influenza. Durante la guerra, le Nazioni Unite approvarono sanzioni riguardanti il commercio di armi nei confronti del Portogallo e gli Stati Uniti impedirono l'uso di mezzi NATO per la repressione coloniale, anche se furono costretti a ritirare il loro appoggio ai movimenti di liberazione di fronte alla minaccia portoghese di abbandonare l'organizzazione.
La rapida crescita economica si interruppe alla fine degli anni 1960, a causa dell'isolamento politico ed economico e della lunga e improduttiva guerra coloniale.

### Il dopo Salazar
La morte di Salazar nel 1970 non comportò sostanziali evoluzioni del governo, guidato dal successore Marcello Caetano. All'inizio degli anni 1970 il Portogallo era politicamente ed economicamente fiaccato dallo stato di guerra che, proseguendo ormai da quasi due decenni e senza una soluzione politica in vista, risultava particolarmente oneroso in termini di risorse. La situazione portò a un malcontento generale, in particolare nelle classi sociali meno agiate e all'interno delle forze armate.
All'inizio degli anni settanta alcuni ufficiali subalterni, la maggior parte con il grado di capitano, con idee politiche di sinistra e contrari alla politica governativa, particolarmente riguardo alla guerra coloniale, si associarono, inizialmente nel Movimento dei Capitani (Movimento dos Capitães), successivamente nel Movimento delle Forze Armate (MFA, Movimento das Forças Armadas), organizzato nel 1973 con lo scopo di abbattere l'Estado Novo e avviare il paese sulla strada della democratizzazione, della decolonizzazione e dello sviluppo economico, con gli obiettivi immediati della fine della guerra, della convocazione di elezioni libere e dell'abolizione della polizia politica.
Una parte degli ufficiali del Movimento era, invece, legata al generale Kaúlza de Arriaga, ex comandante delle forze armate portoghesi in Mozambico, le cui posizioni politiche si ponevano alla destra dello stesso presidente del Consiglio Caetano, inviso ai duri del regime.
Kaúlza de Arriaga tentò una sollevazione militare contro Caetano nel dicembre 1973 e successivamente strinse un'alleanza sempre più stretta con il presidente della Repubblica, l'ammiraglio Américo Tomás che isolò sempre di più il premier Caetano. Nel febbraio 1974, Caetano decise di rimuovere il generale António de Spínola dal comando delle forze portoghesi in Guinea di fronte al crescente disaccordo di de Spínola con la promozione di ufficiali militari e la direzione della politica coloniale portoghese.

### Le premesse al colpo di Stato
Al Movimento delle Forze Armate rimase sostanzialmente estranea, almeno sino alla mattinata del 25 aprile, la Marina militare, con l'eccezione di alcuni ufficiali isolati e anzi una fregata, la Almirante Gago Coutinho, impegnata nelle manovre NATO, tenne per ore sotto tiro le forze ribelli che assediavano il quartiere dei ministeri.
Il 5 marzo 1974 il Movimento delle Forze Armate, guidato da Vitor Alves e Otelo Saraiva de Carvalho, tenne una riunione clandestina a Cascais, in cui venne approvato il programma politico del movimento. Il documento cominciò a circolare clandestinamente, provocando la reazione del regime. Il 9 marzo Vasco Lourenço, uno dei dirigenti del Movimento delle Forze Armate, fu arrestato e successivamente trasferito nelle Azzorre. Il 14 marzo i generali António de Spínola e Francisco da Costa Gomes (rispettivamente vice-capo e capo di Stato Maggiore delle Forze Armate) furono destituiti per non avere partecipato a una manifestazione di appoggio al governo.
Il 16 marzo ci fu un prematuro tentativo d'insurrezione, quando il 5º Reggimento di Fanteria marciò su Lisbona, che si concluse con il fallimento del golpe e l'arresto di circa 200 militari. Il programma politico della rivoluzione era stato elaborato dal maggiore Melo Antunes, membro della commissione politica presieduta da Vasco Gonçalves, che diventerà capo del secondo e terzo governo provvisorio. Il 24 marzo una riunione clandestina della commissione coordinatrice dell'MFA deliberò che un nuovo tentativo di colpo di Stato avrebbe dovuto avere luogo tra il 22 e il 29 aprile. Otelo Saraiva de Carvalho fu incaricato di gestire il piano generale delle operazioni, con l'assistenza del capitano Rodrigo de Sousa e Castro. Il programma definitivo del Movimento fu approvato il 21 aprile; il capitano Salgueiro Maia assicurò l'appoggio di reparti corazzati.
Il 23 aprile Saraiva de Carvalho comunicò che il piano sarebbe stato attuato il 25 aprile e che il posto di comando dell'MFA sarebbe stato installato presso la caserma del 1º Reggimento Genieri a Pontinha (Odivelas).

## Il colpo di Stato

### Preparativi

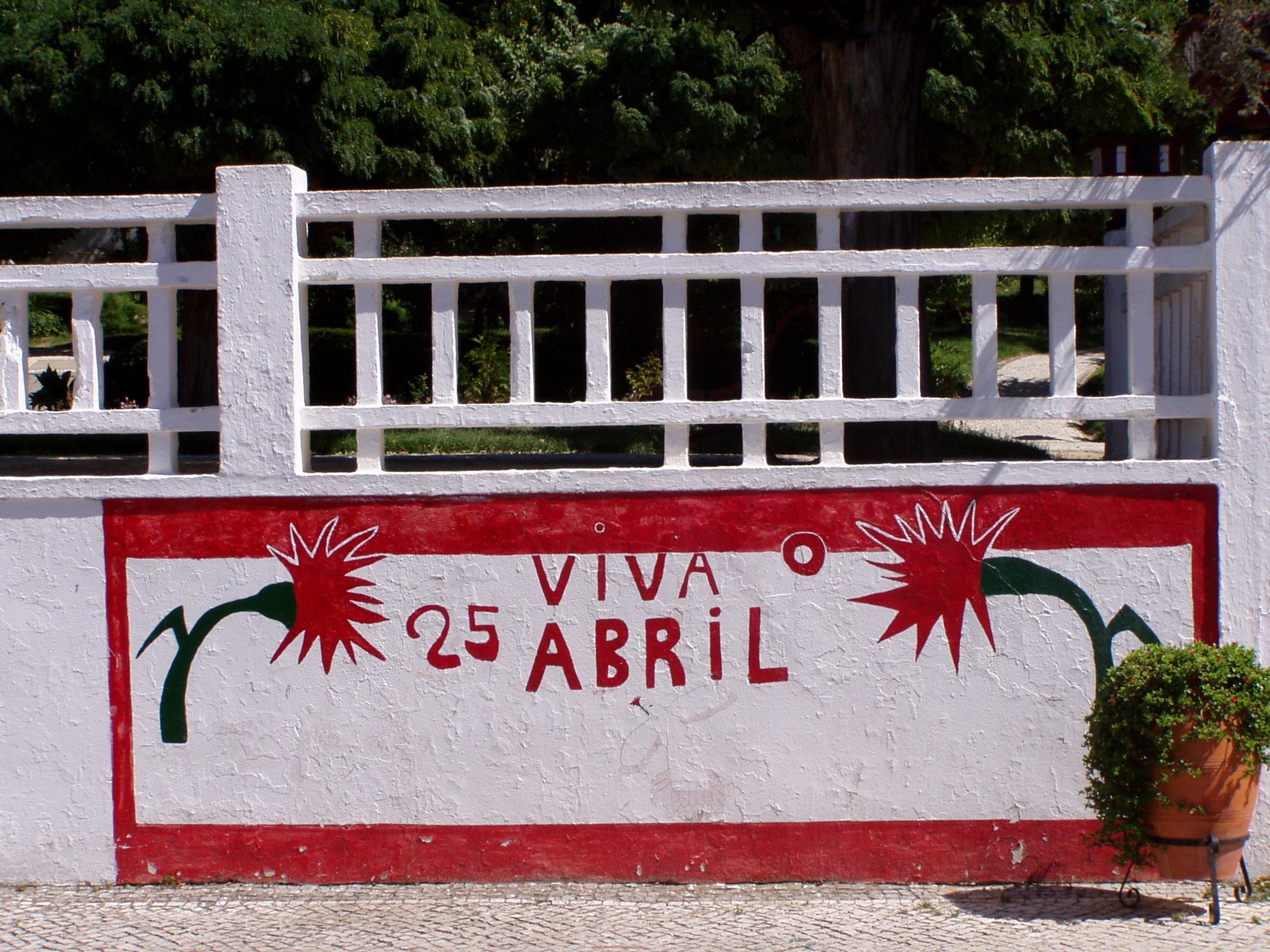
Un murale a Chamusca per celebrare il 25 aprile

I leader dell'MFA si erano accordati con Carlos Albino, responsabile del programma musicale Límite di Rádio Renascença, perché trasmettesse la canzone Grândola, Vila Morena di José Afonso, come segnale di avvio delle operazioni. Nonostante l'ascolto della canzone fosse proibito dal regime, la vendita era consentita, e Albino ne acquistò una copia il 24 aprile 1974, giorno in cui João Paulo Dinis della radio "Emissores Associados de Lisboa" alle 22:55 annunciò: «Mancano cinque minuti alle 23 e sarà con voi Paulo de Carvalho, che vi canterà il suo grande successo [dell'Eurofestival] E depois do adeus». Era il primo segnale in vista del golpe.

### Cronistoria del 25 aprile
- 00:20 – Teodomiro Leite de Vasconcelos di Rádio Renascença trasmette Grândola, Vila Morena.[4][5] È il segnale di inizio delle operazioni militari, con l'arresto degli alti ufficiali fedeli al regime e l'occupazione di luoghi strategici, come l'aeroporto di Lisbona e la prigione politica di Peniche.

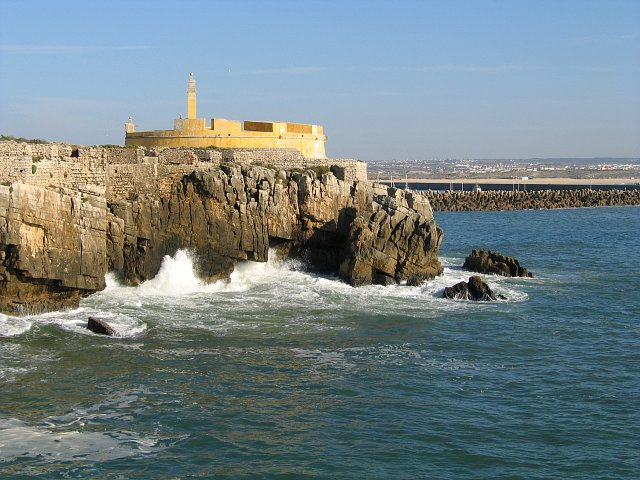
La piazzaforte di Peniche, utilizzata dal 1930 al 1974 come penitenziario per dissidenti politici, attualmente sede del Museu da Resistência e da Liberdade

- 03:10 – I ribelli prendono il controllo della TV di Stato RTP e delle stazioni radio Rádio Clube Português ed Emissora Nacional. Movimenti di truppe verso il quartiere Terreiro do Paço di Lisbona, sede delle istituzioni governative.
- 04:20 – L'MFA annuncia attraverso un comunicato di Radio Clube Português il golpe. La fanteria occupa l'aeroporto di Lisbona.
- 05:45 – Truppe ribelli al comando del capitano Salgueiro Maia occupano il Terreiro do Paço e pongono sotto assedio le sedi ministeriali.
- 06:00 – Un plotone lealista giunge al Terreiro do Paço ma si unisce ai ribelli.
- 09:00 – La fregata Almirante Gago Coutinho, in esercitazione con altre imbarcazioni NATO, riceve l'ordine di posizionarsi davanti al Terreiro do Paço e di aprire il fuoco contro i ribelli, ma si rifiuta di obbedire.
- 09:30 – I ministri della difesa, dell'informazione, del turismo, dell'esercito, della marina, il capo di stato maggiore, il governatore militare di Lisbona, il sottosegretario all'esercito Henrique Tenreiro riescono a fuggire e a organizzare un comando lealista presso la caserma del 2º reggimento lancieri.
- 09:35 – Arrivo a Terreiro do Paço di forze leali al governo, al comando del brigadiere Junqueira dos Reis. In seguito al rifiuto, prima dei suoi ufficiali subalterni, poi dei soldati, di ubbidire, abbandona e prende il comando di altre forze. Ordina di sparare sul tenente ribelle Alfredo Assunção, inviato per trattare, ma i soldati disobbediscono nuovamente.
- 11:30 – Il comando dell'MFA ordina ai militari del maggiore Jaime Neves di occupare il quartier generale della Legione Portoghese, situato in Largo da Penha de França n. 1, nella freguesia omonima a Lisbona e a fanti e carristi al comando di Salgueiro Maia di avanzare verso il quartier generale della Guarda Nacional Republicana (Quartel do Carmo) in Largo do Carmo, dove si trova il primo ministro Marcello Caetano.

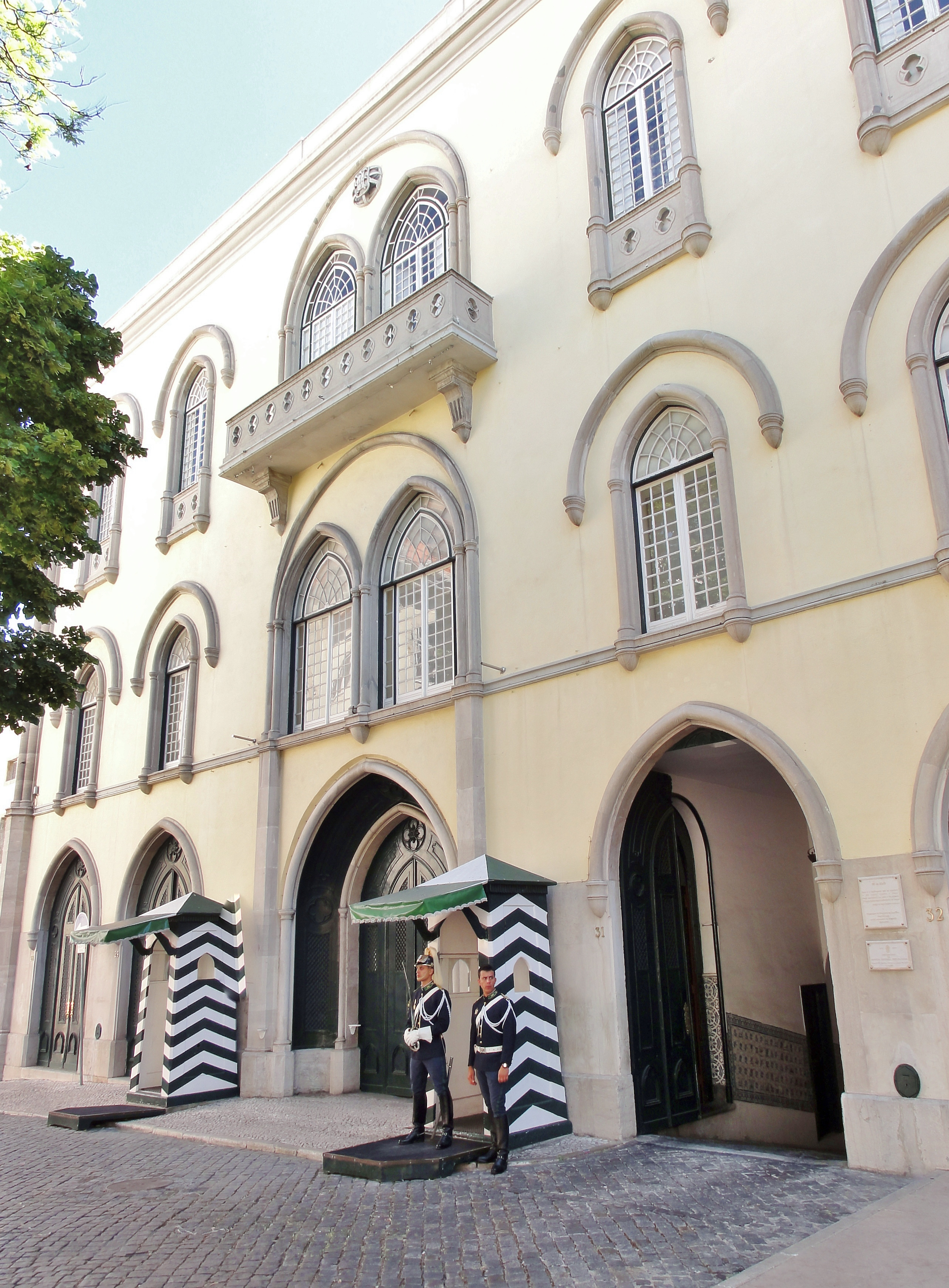
Il Quartel do Carmo in Largo do Carmo, nel quartiere Chiado

- 11:45 – L'MFA annuncia di aver preso il controllo del paese.
- 12:30 – Con l'appoggio della popolazione civile scesa in strada, i militari di Salgueiro Maia lanciano un ultimatum, minacciando di aprire il fuoco contro il quartier generale della GNR.
- 13:00 – Il brigadiere Junqueira dos Reis cerca di assediare le truppe di Maia con fanti, poliziotti e gendarmi, ma in meno di un'ora viene circondato dai soldati del capitano Alberto Ferreira e costretto ad arrendersi.
- 13:40 – Occupato il quartier generale della Legione Portoghese.
- 15:15 – Artiglieri dell'MFA liberano le truppe arrestate per il precedente tentativo di golpe del 16 marzo.
- 15:30 – Viene aperto il fuoco contro il quartier generale della GNR.
- 16:15 – Elementi della polizia politica DGS sparano sulla folla che circonda il loro quartier generale, situato in Rua António Maria Cardoso n. 22, nel quartiere Chiado, provocando un morto e alcuni feriti.
- 16:30 – In seguito alla minaccia di attaccare il quartier generale della GNR con uno Chaimite e altri mezzi blindati dotati di cannone, Caetano si decide a trattare con Maia, chiedendo di arrendersi a un alto ufficiale.
- 18:00 – Caetano viene raggiunto dal generale António de Spínola, incaricato di proseguire le trattative.
- 19:30 – Caetano si arrende all'MFA. Viene scortato da Maia a bordo dello Chaimite fino al comando dell'MFA, circondato dalla folla.
- 21:00 – La DGS, rimasta l'unica forza fedele alla dittatura, apre il fuoco sulla folla attorno al proprio quartier generale, uccidendo tre civili e ferendone quarantacinque. Si arrende in seguito all'intervento di forze della Marina in appoggio all'MFA.
- 22:00 – I paracadutisti dell'MFA costringono alla resa le ultime unità della DGS presso la prigione di Caxias a Lisbona.

Cessazione definitiva di tutti i combattimenti. Sorprendentemente, il generale Spinola, che non era il generale di riferimento del MFA, che era invece Costa Gomes, tratta la resa di Marcello Caetano ed è a lui che il Presidente del Consiglio si arrende.
- 23:20 – Spínola approva la legge numero 1 del 25 aprile 1974 (Destituzione dei dirigenti fascisti)[6], che decreta la destituzione del Presidente della repubblica e del Primo ministro, lo scioglimento dell'Assemblea nazionale e del Consiglio di Stato, e il passaggio dei poteri alla Giunta di Salvezza Nazionale, composta da membri dell'MFA. Approva quindi i decreti legge 170/74, 171/74 e 172/74 ordinando la destituzione dei governatori civili delle province[7], la dissoluzione del partito unico Ação Nacional Popular (ANP)[8], e lo scioglimento della DGS, della Legione Portoghese, della Mocidade Portuguesa e di altre associazioni di regime.[9]

### La giunta militare
Il colpo di Stato portoghese fu anomalo, in quanto i militari ebbero immediatamente l'appoggio della popolazione (nonostante, peraltro, i comunicati dell'MFA chiedessero ai civili di restare in casa).
Il nome di Revolução dos Cravos deriva dal gesto di una fioraia, Celeste Caeiro, che in una piazza di Lisbona offrì garofani ai soldati. I fiori furono infilati nelle canne dei fucili, divenendo simbolo della rivoluzione e insieme segnale alle truppe governative perché non opponessero resistenza.
Agenti della Direcção Geral de Segurança (nome assunto dalla PIDE nel 1968), spararono sulla folla di civili e militari assiepata intorno al quartier generale in Rua António Maria Cardoso nº 22. Si ebbero due sparatorie, una intorno alle ore 13:30, l'altra intorno alle 20:15 del 25 aprile, che costarono la vita a quattro manifestanti (Fernando Carvalho Giesteira, José James Harteley Barneto, João Guilherme Rego Arruda, Fernando Luís Barreiros dos Reis), oltre a ferirne diverse altre. Un impiegato della DGS (António Lage) venne ucciso intorno alle 21:25, quando, dopo essersi arreso, tentò di fuggire. L'edificio venne infine occupato da forze dell'Esercito e della Marina in seguito alla resa degli occupanti avvenuta intorno alle 9:45 del giorno successivo. Nella stessa giornata un agente della PSP (Manuel Cândido Martins Costa) fu assassinato in Largo de Camões.
Alla Rivoluzione dei garofani seguì un periodo di transizione, noto come Processo Revolucionário em Curso (PREC).

Simbolo del Movimento das Forças Armadas rappresentante un garofano

Subito dopo il 25 aprile, con la formazione della Giunta di Salvezza Nazionale, composta da militari che assunsero tutti i poteri, vennero sciolte la polizia politica DGS e le commissioni di censura dei mezzi di comunicazione. Il 26 aprile furono anche liberati i primi prigionieri politici dalle carceri di Peniche e di Caixas. I leader politici in esilio tornarono nel paese nei giorni seguenti. La Festa dei lavoratori venne celebrata per la prima volta legalmente il 1º maggio, con la riunione a Lisbona di circa un milione di persone.
Molte personalità legate al regime dell'Estado Novo, tra cui lo stesso Marcello Caetano e il presidente Tomás, furono costrette all'esilio.
La Rivoluzione aprì un periodo di grande instabilità e fermento politico, in cui si contendevano il potere i partiti della sinistra progressista e rivoluzionaria e i partiti moderati e liberali, nonché i rispettivi settori dell'MFA, guidati rispettivamente da Francisco da Costa Gomes e da Spínola.

## La transizione
Il 15 maggio 1974 il generale Spinola fu eletto Presidente della Repubblica e nominò Primo ministro Adelino da Palma Carlos. Nel corso del 1974 venne meno il sistema economico e politico corporativo, di pari passo con il progresso in senso democratico del paese.
Nel luglio 1974 Adelino da Palma Carlos si dimise da Primo ministro e fu sostituito dal colonnello Vasco Gonçalves. Nel corso dell'estate sorsero i primi contrasti tra il presidente Spìnola, che aveva posizioni conservatrici e sosteneva una soluzione federalista al problema coloniale, e i militari progressisti, che chiedevano la piena indipendenza per le colonie africane. Preoccupato dal carattere socialista che la Rivoluzione andava assumendo, Spínola organizzò il 28 settembre una manifestazione per sostenere l'aumento dei poteri del capo dello Stato e il mantenimento delle colonie, facendo appello alla "maggioranza silenziosa" affinché fermasse il processo di radicalizzazione politica. Tale abbozzo di nuova deriva autoritaria fallì poiché i sostenitori del presidente non riuscirono a prendere il controllo della capitale a causa del blocco degli accessi alla città organizzato da militanti socialisti e comunisti. Privo di appoggio, Spínola fu costretto a dimettersi e a fuggire all'estero, prima nella Spagna franchista, poi in Brasile. Francisco da Costa Gomes divenne il nuovo presidente e confermò come Primo ministro Vasco Gonçalves, noto per le sue simpatie comuniste.

### L'indipendenza delle colonie
Angola, Mozambico, Guinea-Bissau, Capo Verde e São Tomé e Príncipe ottennero l'indipendenza in un breve lasso di tempo, in seguito ad accordi tra i movimenti di liberazione nazionale e il governo portoghese. La colonia di Timor dichiarò l'indipendenza, ma venne invasa cinque giorni dopo dall'Indonesia. Macao, invece, restò territorio portoghese, in vista di un futuro accordo con la Cina per il passaggio di sovranità, stipulato nel 1984 e attuato nel 1999.
L'11 marzo 1975, a fronte della deriva paracomunista impressa dalla fazione sinistra dell'MFA, militari spinolisti tentarono un colpo di Stato "reazionario"; il tentativo fu sventato dall'intervento del COPCON (Comando Operacional do Continente), corpo militare d'élite formato da 5 000 uomini e comandato da Otelo Saraiva de Carvalho, istituito nel luglio 1974 con lo scopo di difendere il processo di transizione e il programma del Movimento. Il fallimento del golpe fece diventare l'ala rivoluzionaria dell'MFA maggioranza del movimento e consentì a Gonçalves di spingere ulteriormente per una transizione verso il socialismo: banche, compagnie di assicurazione e numerose industrie furono nazionalizzate nei giorni successivi all'11 marzo.
Tra marzo e aprile venne firmato un patto tra i partiti politici e l'MFA che prevedeva la continuazione del processo rivoluzionario, il riconoscimento provvisorio di alcuni poteri a un Consiglio della Rivoluzione e la convocazione di un'Assemblea costituente.

### La Costituente
Le libere elezioni per l'Assemblea costituente si tennero nel primo anniversario della Rivoluzione, il 25 aprile 1975. Essa risultò con una maggioranza relativa composta dal Partito Socialista, con una minoranza centrista del Partido Social Democrata (secondo) e terzo il Partito Comunista. Nel corso dell'anno maturò un lungo dibattito sulla scelta del nuovo sistema politico, dibattito che investì anche la possibilità di stabilire un regime di tipo sovietico. Alla fine la Costituzione optò però per un sistema misto, caratterizzato da una democrazia di tipo occidentale e da un socialismo pluripartitico, fortemente sostenuto dal settore progressista delle Forze armate.
Nel suo comunicato del 19 aprile 1975, l'assemblea dell'MFA difese la creazione di un sistema pluripartitico per il socialismo.
Nell'estate calda del 1975 il governo Gonçalves attuò una riforma agraria per abolire il latifondo e ridistribuire la terra ai contadini. Nel Nord del paese, di tradizione maggiormente cattolica, si formarono gruppi terroristici di destra, come l'ELP (Exército de Libertação Português) o l'MDLP (Movimento Democrático de Libertação de Portugal). Numerose sedi del PCP furono vandalizzate, le ambasciate di Spagna e Cuba incendiate da parte di militanti di opposte formazioni politiche e per diversi mesi in tutto il paese si svolsero manifestazioni, occupazioni di case, fabbriche, terreni e scontri armati tra destra e sinistra.
Gli Stati Uniti, che avevano una base militare nelle Azzorre, temevano fortemente l'ascesa al potere di un partito marxista-leninista come il PCP in un paese della NATO, e sostennero con ingenti fondi i partiti considerati fedeli alla democrazia.
Nel mese di settembre, il governo Gonçalves venne fatto dimettere, sostituito dal governo più liberale e moderato dell'ammiraglio Pinheiro de Azevedo.
Anche all'interno dell'MFA si erano intanto formate diverse correnti. Gli spinolisti avevano perso completamente il proprio potere da vari mesi, e le divergenze si ponevano all'interno della sinistra. Il Gruppo dei Nove, costituito su iniziativa di Ernesto Melo Antunes, era formato dagli ufficiali che sostenevano una forma di socialismo non allineato. Oltre a piccole minoranze liberali, vi era poi una seconda componente maggiore, legata al COPCON di Otelo Saraiva de Carvalho e formata da ufficiali di estrema sinistra che sostenevano forme di potere popolare di tipo marxista.
La tensione politica dell'estate calda sfociò violentemente in seguito alla decisione del Consiglio della Rivoluzione di smantellare la base aerea di Tancos e di sostituire alcuni comandanti militari, tra cui lo stesso Otelo de Carvalho (sostituito al comando della Regione Militare di Lisbona da Vasco Lourenço).
Il 25 novembre 1975 fu tentato un altro colpo di Stato da parte dell'estrema sinistra, con paracadutisti del COPCON che occuparono quattro basi dell'aviazione (a Monte Real, Monsanto, Montijo e Tancos) mentre la sede della rete televisiva nazionale venne occupata da gruppi di estrema sinistra. La mancanza di una precisa leadership, il mancato appoggio da parte del PCP e l'immediata risposta militare del Gruppo dei Nove, guidato da António Ramalho Eanes (che poi diventerà Presidente della Repubblica) portarono al fallimento del colpo di Stato. Otelo de Carvalho, accusato di aver appoggiato i golpisti fu allontanato dai suoi incarichi, il COPCON fu soppresso e l'estrema sinistra di fatto eliminata dall'MFA, portando alla normalizzazione del processo rivoluzionario.

## La costituzione e le elezioni del 1976
Il 2 aprile 1976 venne approvata la nuova Costituzione che, nonostante stabilisse una democrazia pluripartitica, era comunque ideologicamente carica di riferimenti alla "transizione verso il socialismo", alla creazione di "una società libera, giusta e solidale" e di un'economia socialista, dando ampio spazio ai diritti dei lavoratori e ai doveri di solidarietà economica e sociale.
Il sistema apparve molto avanzato per l'epoca, in quanto creava una forma di governo semipresidenziale, in cui sia l'assemblea sia il presidente detenevano forti poteri, che si bilanciavano reciprocamente, scongiurando al contempo la debolezza parlamentare e le eccessive concentrazioni di potere.
Il 25 aprile 1976, due anni dopo la Rivoluzione, si tennero le prime elezioni per l'Assemblea della Repubblica, vinte dai socialisti di Mário Soares. Nel giugno 1976 si tennero le elezioni per il Presidente della Repubblica; Francisco da Costa Gomes rinunciò a candidarsi e le elezioni furono vinte da António Ramalho Eanes, che superò Otelo de Carvalho. Nel luglio 1976 il potere passò dai militari ai rappresentanti democraticamente eletti e Mario Soares divenne Primo ministro.

## Conseguenze
Con il passare degli anni, la carica ideologica della Rivoluzione si perse. Nelle riforme costituzionali del 1982 e del 1989 furono eliminati quasi tutti i riferimenti ideologici originari (con alcune eccezioni), furono cancellati i principi socialisti dell'economia (come la riforma agraria, l'irreversibilità delle nazionalizzazioni e l'esistenza della proprietà sociale, costituita dai "mezzi di produzione sfruttati collettivamente e direttamente dai lavoratori"), e venne eliminato il ruolo dell'MFA come garante del mantenimento delle istituzioni democratiche e della sovranità popolare. Ciò consentì, nel 1986, l'ingresso del Portogallo nella Comunità economica europea (poi Unione europea) e la ripresa definitiva dell'economia.
Oggi il 25 aprile è festa nazionale portoghese, chiamato dai portoghesi Dia da Liberdade (Giorno della Libertà), con manifestazioni in celebrazione delle libertà civili e dei diritti politici ottenuti dopo la Rivoluzione. Alcuni settori minoritari della destra considerano gli sviluppi che la situazione politica ha avuto dopo il colpo di Stato come dannosi, particolarmente per quanto riguarda gli ex coloni costretti ad abbandonare l'Africa e le lunghe guerre civili sorte dopo la fine del colonialismo. D'altra parte settori minoritari dell'estrema sinistra lamentano l'abbandono degli ideali socialisti e comunisti della Rivoluzione.
Secondo rivelazioni dell'ex "gladiatore" G-71, contenute nel libro The Real history of Gladio, nel rovesciamento di Caetano avrebbe avuto un ruolo la Gladio italiana, poiché il dittatore portoghese era ostile alla nuova politica della NATO e all'indipendenza delle colonie africane contese dai due blocchi. Ciò non può tuttavia trovare conferma né smentita, anche perché l'inchiesta della Corte europea dei diritti dell'uomo non ha fatto luce sui compiti effettivi della struttura e sulla veridicità delle rivelazioni.
Sono stati soprattutto gli intellettuali a interrogarsi sul peso che i militari hanno avuto nell'incruenta Rivoluzione dei garofani, alla luce delle cruente guerre di liberazione delle colonie portoghesi, che tante perdite erano costate alle forze armate portoghesi.

## Film
- Cravos de Abril - Portogallo 1976 - documentario di Ricardo Costa.
- Capitani d'aprile (Capitães de Abril) - Portogallo/Francia/Italia/Spagna 2000, di Maria de Medeiros.
- Alla rivoluzione sulla due cavalli - Italia 2001, diretto da Maurizio Sciarra.
- Treno di notte per Lisbona - drammatico, Svizzera-Germania-Portogallo, 2013, regia di Bille August.